# Wasserfallferner
Wasserfallferner är en glaciär i Österrike. Den ligger i förbundslandet Tyrolen, i den västra delen av landet. Wasserfallferner ligger 3 330 till 2 700 meter över havet.
Wasserfallferner ligger öster om Mittlerer Seelenkogl (3424 meter över havet) och söder om Rotmooskogel (3336 meter över havet).
Trakten runt Wasserfallferner består i huvudsak av kala bergstoppar och isformationer.